# Нур (Нурімановський район)
Нур (рос. Нур, башк. Нур) — присілок у складі Нурімановського району Башкортостану, Росія. Входить до складу Новосубаївської сільської ради.
Населення — 96 осіб (2010; 107 у 2002).
Національний склад:
- башкири — 68 %
- татари — 32 %